# Thomas Francis Dicksee
Thomas Francis Dicksee (13 de diciembre de 1819-6 de noviembre de 1895) fue un pintor inglés. Fue un retratista y pintor de escenas historicistas, a menudo basadas en la obra de Shakespeare.

## Vida y obra
Thomas Francis Dicksee nació en Londres el 13 de diciembre de 1819. Fue discípulo de H. P. Briggs. Su obra se expuso en la Royal Academy desde 1841 hasta el año de su muerte. Su hermano, John Robert Dicksee, también fue un conocido pintor; y su hijos Sir Francis Dicksee y Margaret se convirtieron a su vez en pintores de renombre.
Thomas Dicksee se especializó en la realización de retratos idealizados de personajes femeninos de las obras shakespearianas, como Ofelia (existe una versión en el Museo de Bellas Artes de Bilbao), Beatriz, Miranda, o Ariel.
Falleció en Londres el 6 de noviembre de 1895.

## Galería

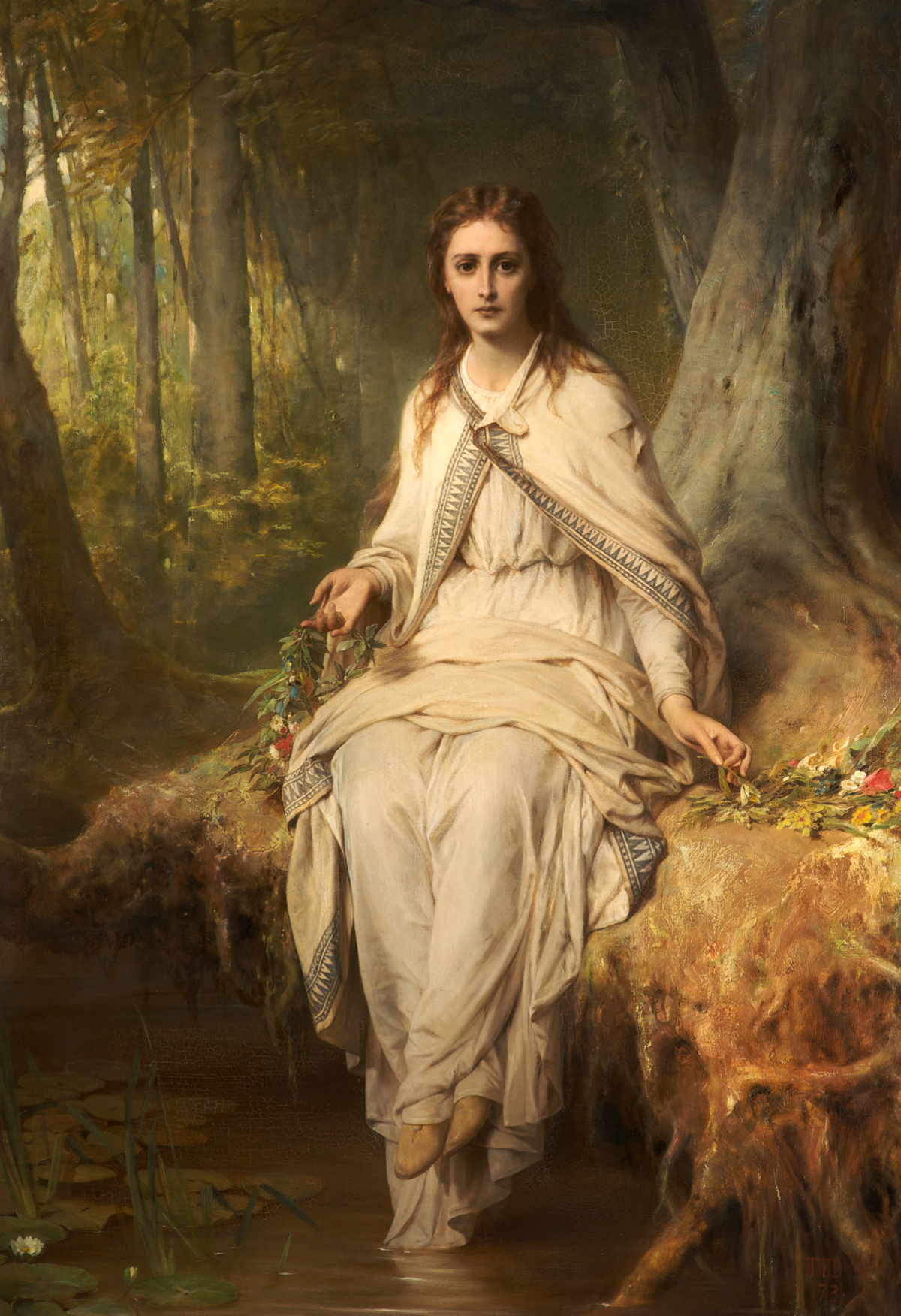
Ofelia, 1873, Touchstones Rochdale, Reino Unido
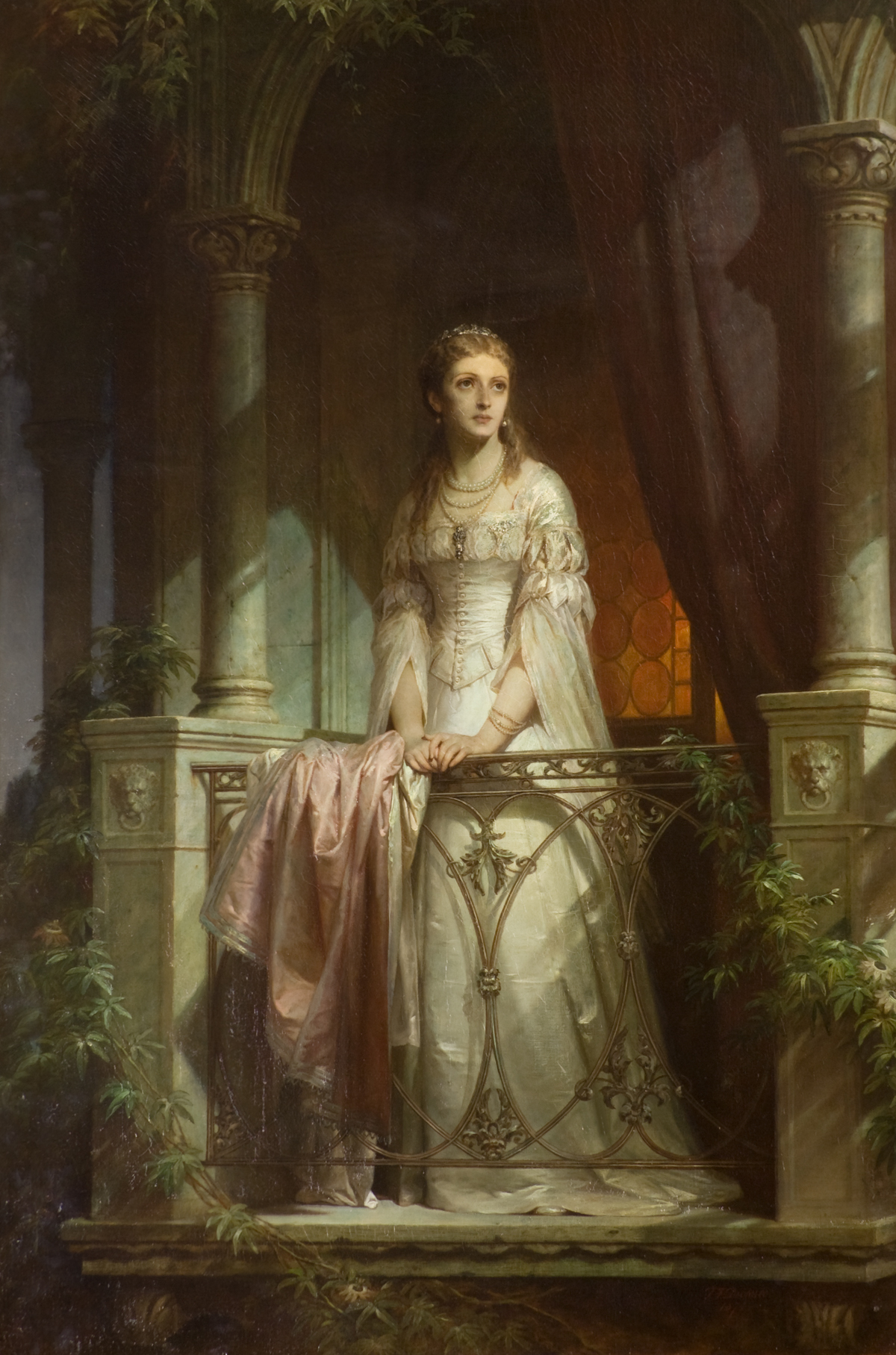
Julieta en el balcón 1875, McManus Galleries, Dundee, Reino Unido
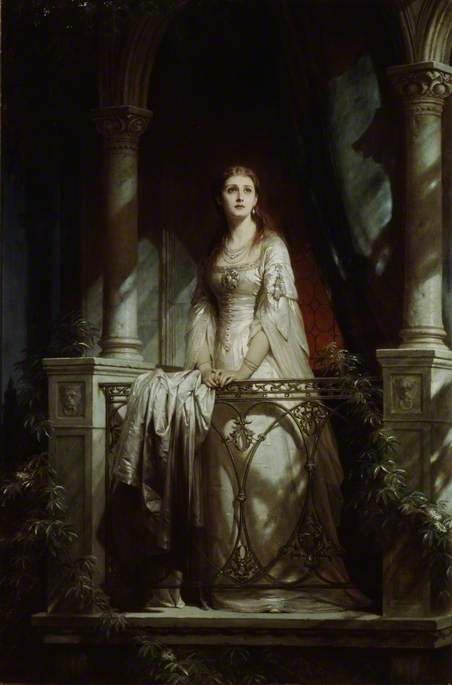
Julieta, 1877, Sunderland Museum and Winter Gardens, Sunderland, Reino Unido
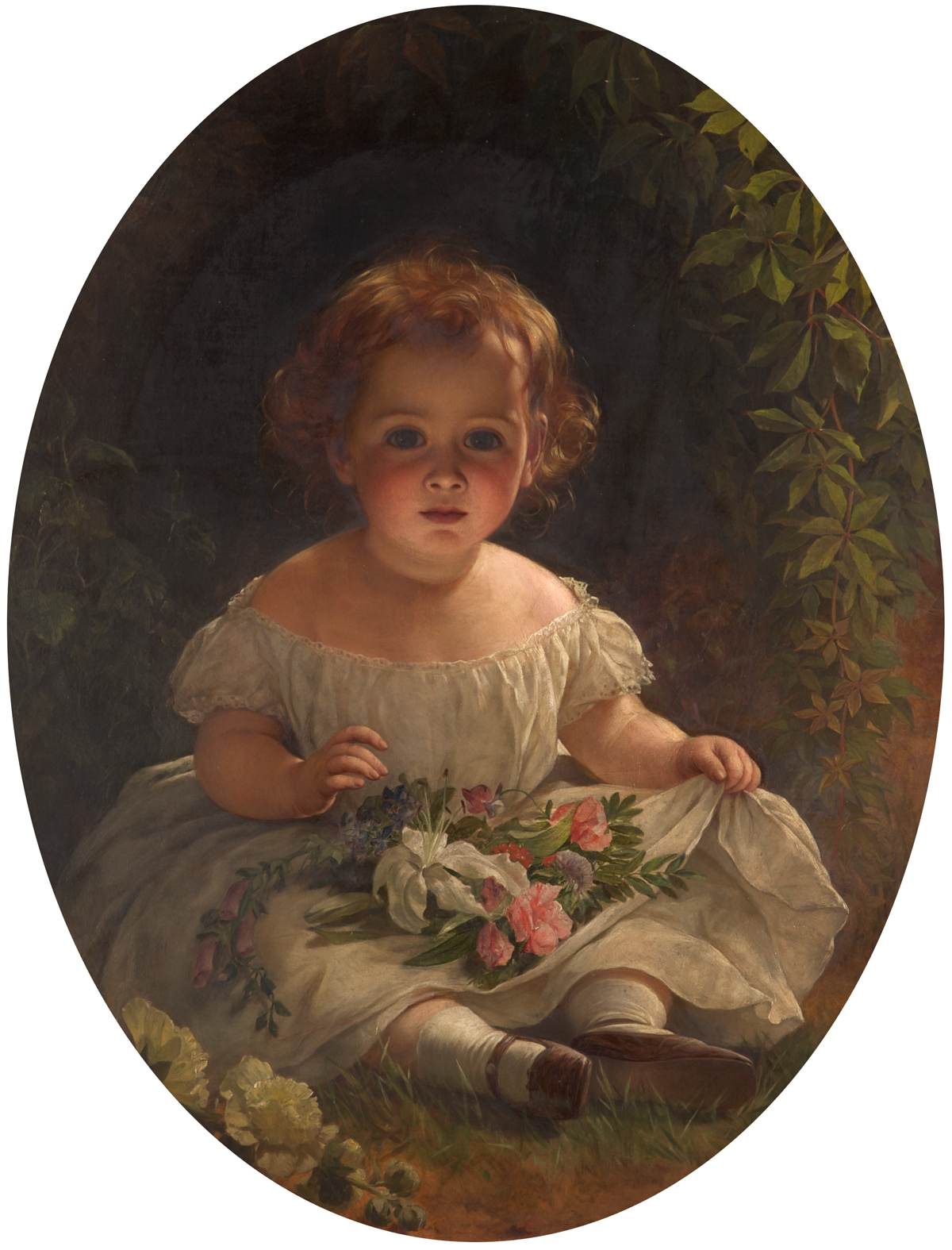
Pequeña florista, Gallery Oldham, Manchester, Reino Unido
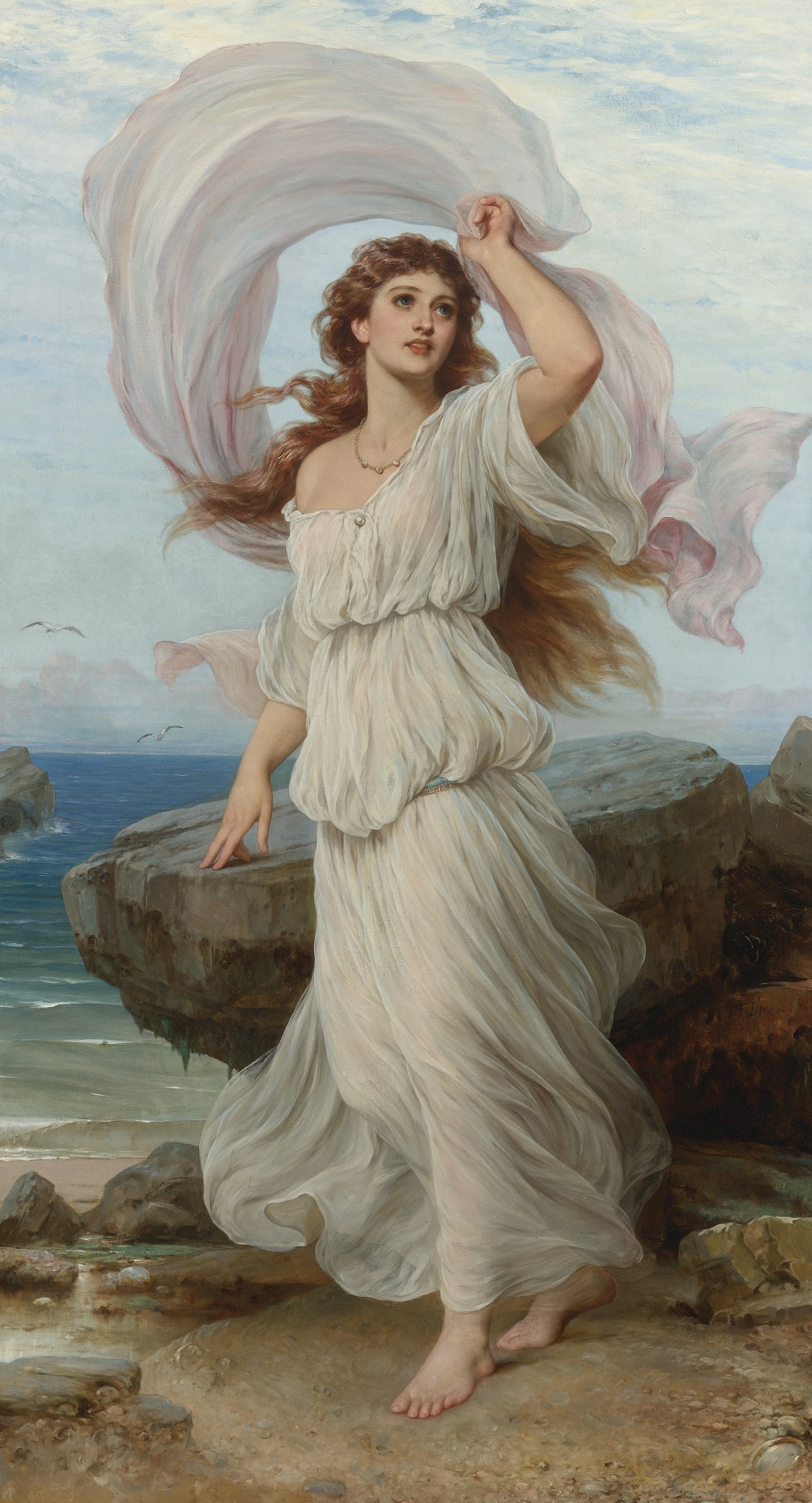
Miranda,1895
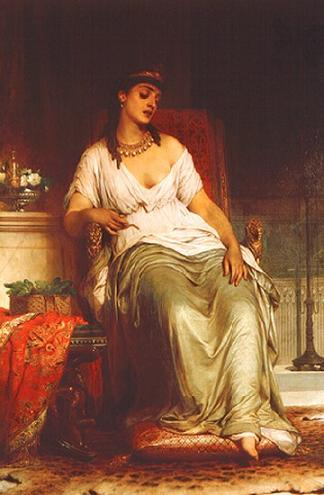
Cleopatra,1876
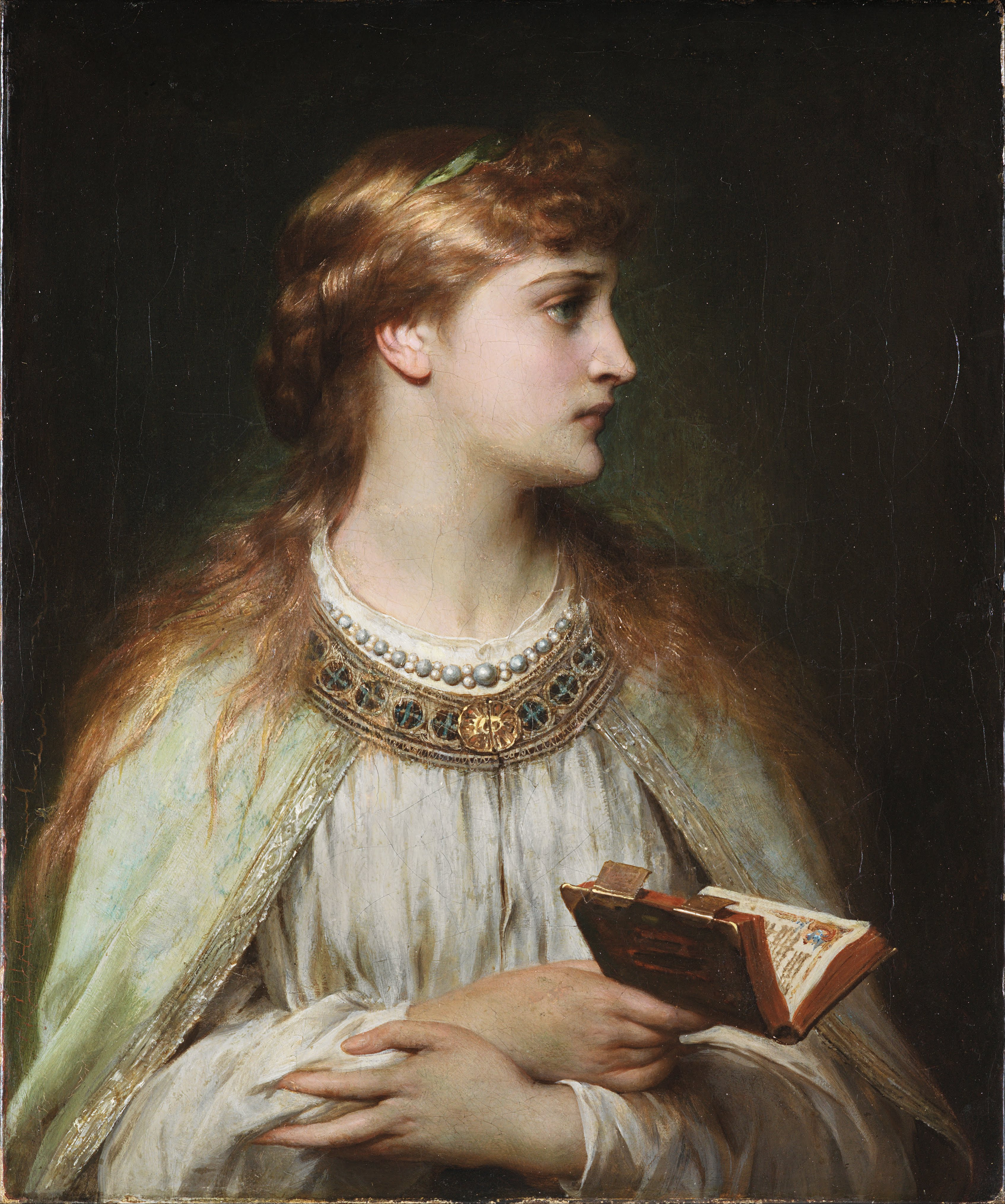
Ophelia,1864, Museo de Bellas Artes de Bilbao, España
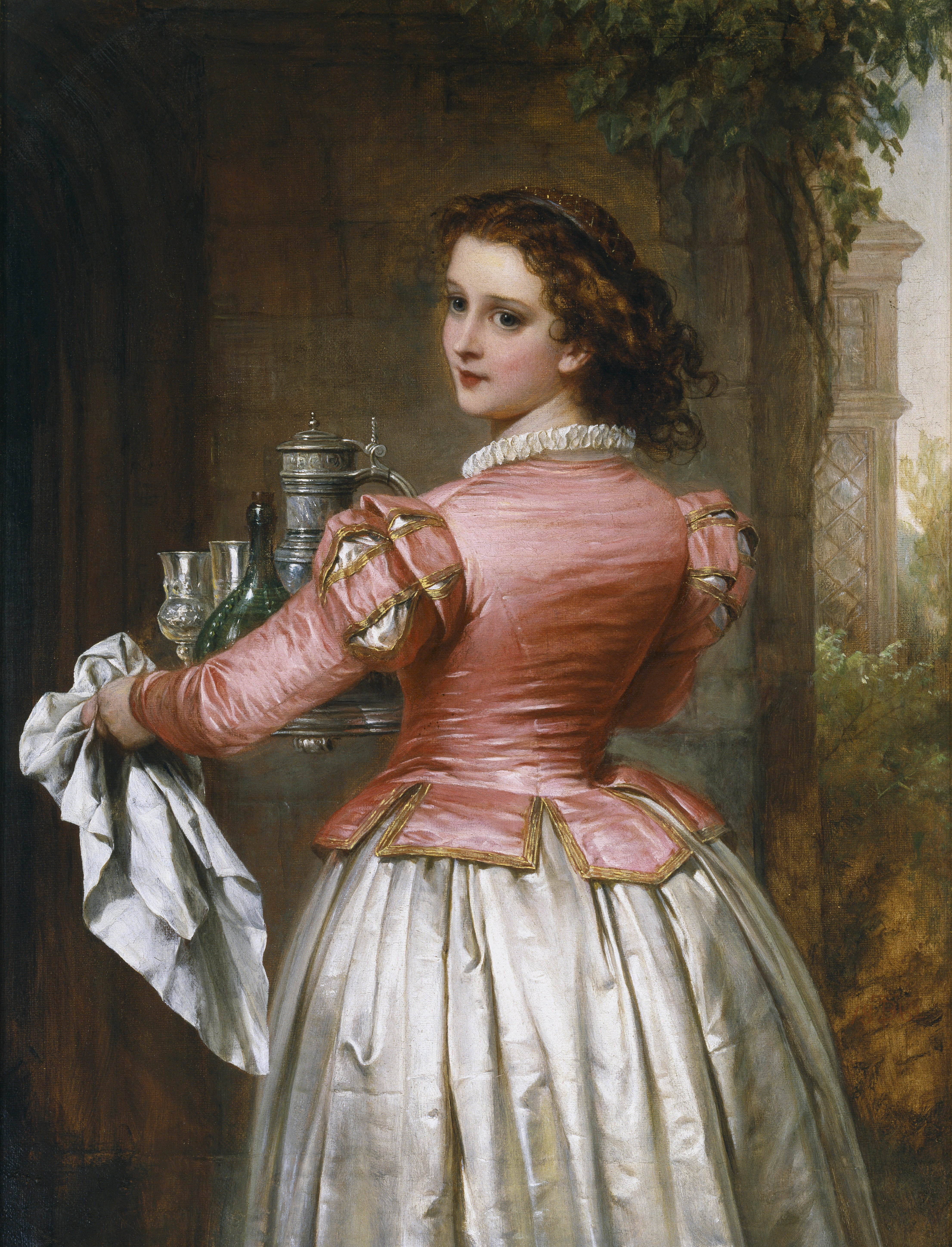
Anne Page, 1862, Folger Shakespeare Library, Washington, D.C.
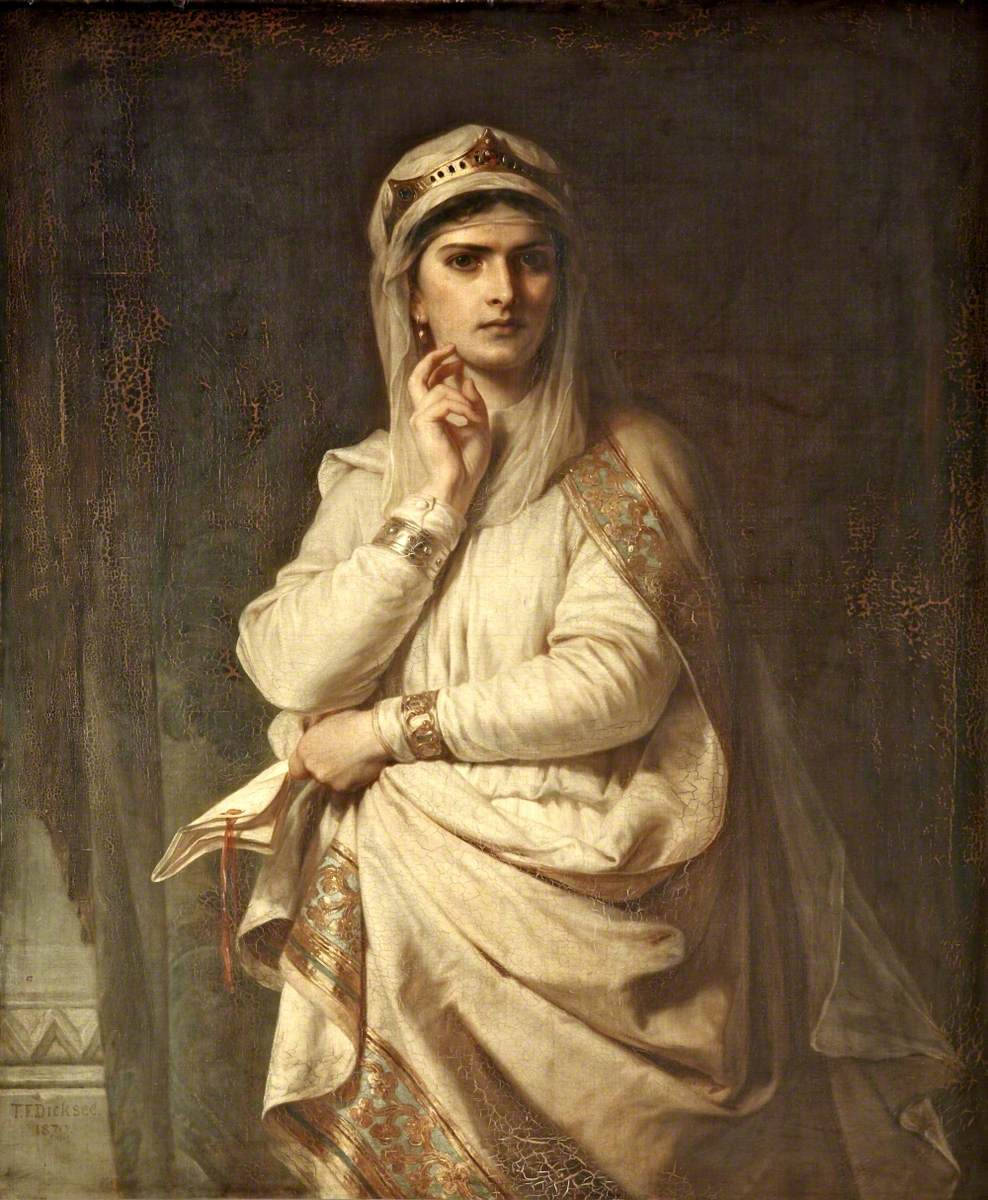
Retrati ideal de Macbeth, 1870, Walker Art Gallery, Liverpool, Reino Unido

- Datos: Q7789765
- Multimedia: Thomas Francis Dicksee / Q7789765